# Hjortetaksolie
Hjortetaksolie er en sort tyktflydende væske lavet ved destillation af hjortetakker, ben, brusk, horn og hår. Hjortetaksolie afgiver en meget karakteristisk lugt.

## Anvendelse
Hjortetaksolie bruges til at holde katte, hunde, harer, kaniner, mårer og andre dyr borte, f.eks. for at forhindre planter i at blive spist eller gnavet af eller til at skræmme indtrængende dyr ned fra lofter med.
| Kemi | Spire Denne artikel om kemi er en spire som bør udbygges. Du er velkommen til at hjælpe Wikipedia ved at udvide den. |